# Erwin Hamm

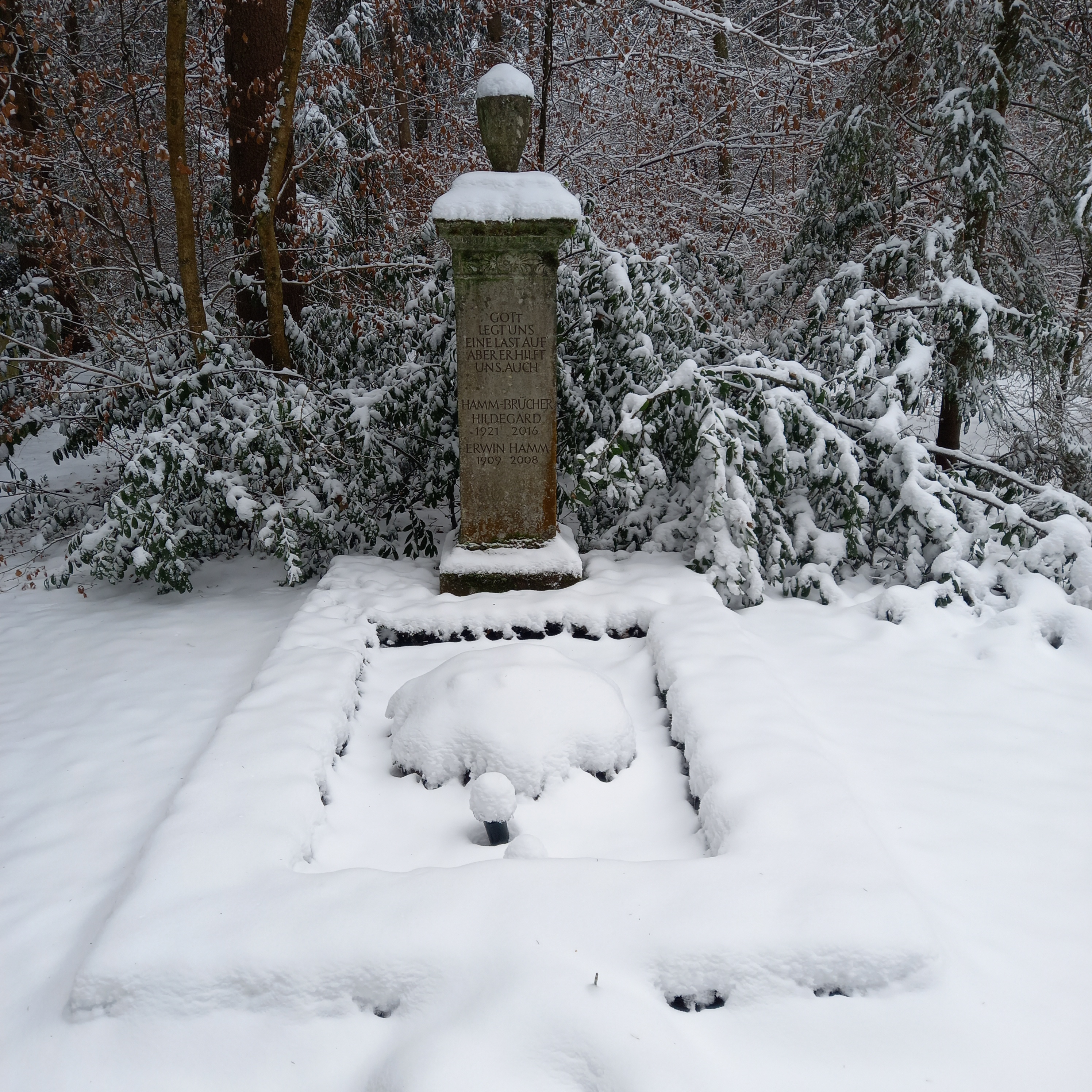
Das Grab von Erwin Hamm und seiner Ehefrau Hildegard Hamm-Brücher auf dem Waldfriedhof (München)

Erwin Hamm (* 11. November 1909 in München; † 3. Februar 2008) war ein deutscher Kommunalpolitiker (CSU) und Stadtrat.
Hamm war promovierter Jurist und arbeitete von 1945 bis 1974 im Dienste der Stadt München. Nach dem Krieg setzte er sich ein für den Wiederaufbau und für ein fortschrittliches Gesundheitswesen in seiner Stadt. 
Er leitete das Wohlfahrts- und später das Betriebs- und Krankenhausreferat.
Ab 1956 war er verheiratet mit der FDP-Politikerin Hildegard Hamm-Brücher (1921–2016). Aus der Ehe gingen ein Sohn und eine Tochter hervor.

## Auszeichnungen
- Bayerischer Verdienstorden 1973
- Goldene Bürgermedaille der Landeshauptstadt München 1974
- Großes Bundesverdienstkreuz 1979
- Ehrensenator der Technischen Universität München